# Campylocheta semiothisae
Campylocheta semiothisae là một loài ruồi trong họ Tachinidae.